# Mailhac-sur-Benaize
Mailhac-sur-Benaize település Franciaországban, Haute-Vienne megyében. Lakosainak száma 273 fő (2022. január 1.). Mailhac-sur-Benaize Saint-Georges-les-Landes, Arnac-la-Poste, Cromac, Saint-Hilaire-la-Treille, Saint-Léger-Magnazeix és Saint-Sulpice-les-Feuilles községekkel határos.

## Népesség
A település népességének változása:
| Lakosok száma | 306  | 291  | 285  | 270  | 268  | 265  | 263  | 268  | 273  |
|               | 2013 | 2015 | 2016 | 2017 | 2018 | 2019 | 2020 | 2021 | 2022 |